# Arnold Joseph Nicholson

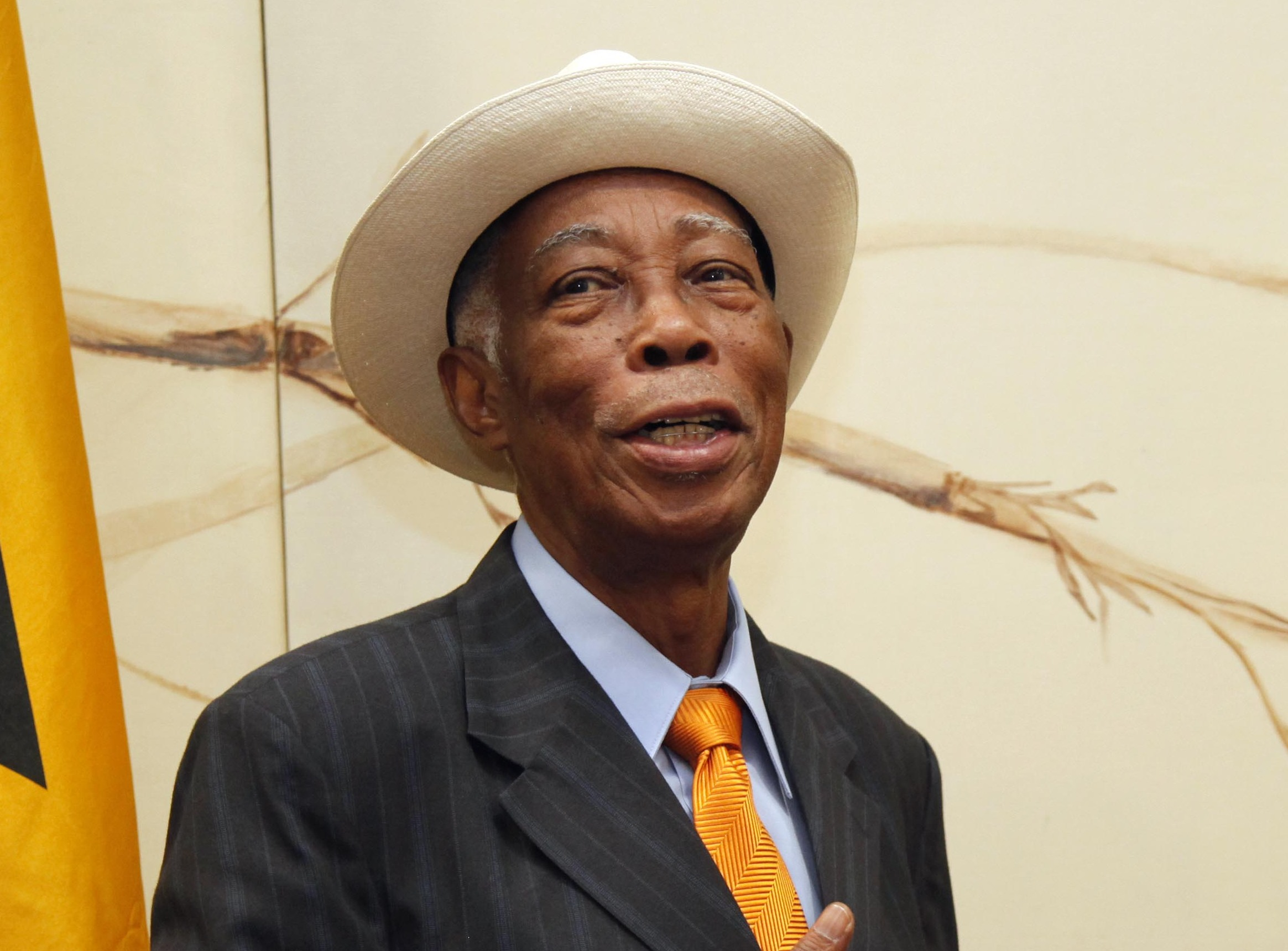
Arnold Nicholson (2013)

Arnold Joseph Nicholson, QC,  (* 28. Februar 1942 in Rock River, Clarendon) ist ein jamaikanischer Politiker der People’s National Party (PNP). Er war von 2001 bis 2007 Justizminister Jamaikas und von Januar 2012 bis März 2016 Außenminister.

## Leben
Nicholson besuchte die Rock River Elementary School und die Excelsior High School, bevor er zuerst am University College of the West Indies, dann am Middle Temple Inn of Court in London und an der University of London studierte. Von 1964 bis 1968 arbeitete er zunächst im Bankgewerbe. Im Jahr 1972 erhielt er seine Anwaltszulassung und war von da an bis 1992 als Jurist in Jamaika und andernorts in der Karibik tätig.
Er wurde erstmals bei den jamaikanischen Parlamentswahlen 1989 ins Repräsentantenhaus gewählt, wo er bis 1997 als Abgeordneter den Wahlkreis West Central St. Andrew vertrat. Zwischen 1992 und 1995 war er als Parlamentarischer Sekretär im Ministerium für Bildung und Kultur tätig, ab Januar 1995 war er Staatsminister im Ministerium für Rechtsangelegenheiten, bis er im September des Jahres als Attorney General berufen wurde. Er wurde im Januar 1998 zum Senator ernannt und wurde am 1. November 2001 jamaikanischer Justizminister. Er blieb in diesem Amt bis zur Wahlniederlage der PNP bei den Parlamentswahlen im September 2007.
Nachdem die PNP die Wahlen vom 29. Dezember 2011 gewonnen hatte und wieder die Regierung übernahm, wurde er erneut zum Senator ernannt und Premierministerin Portia Simpson Miller berief ihn als Außenminister (Minister of Foreign Affairs and Foreign Trade). Seine Vereidigung als Minister fand am 6. Januar 2012 statt. Nachfolgerin wurde am 7. März 2016 Kamina Johnson Smith.
Nicholson ist verheiratet und Vater zweier Kinder.